# 1717 Arlon
1717 Arlon è un asteroide della fascia principale del diametro medio di circa 9,13 km. Scoperto nel 1954, presenta un'orbita caratterizzata da un semiasse maggiore pari a 2,1954644 au e da un'eccentricità di 0,1293013, inclinata di 6,18763° rispetto all'eclittica.
Dal 4 agosto 1982, quando 1701 Okavango ricevette la denominazione ufficiale, al 22 settembre 1983 è stato l'asteroide non denominato con il più basso numero ordinale. Dopo la sua denominazione, il primato è passato a (1787) 1950 SK.
L'asteroide è dedicato all'omonimo comune del Belgio.
Nel 2006 ne è stata scoperta la probabile natura binaria, senza tuttavia assegnare un nome pur provvisorio al satellite. Il satellite orbiterebbe a 17 km in circa 18,24 ore.